# Plouagat
Plouagat (Bretons: Plagad) is een plaats en voormalige gemeente in het Franse departement Côtes-d'Armor, in de regio Bretagne. De plaats maakt deel uit van het arrondissement Guingamp.

## Geschiedenis
Plouagat is op 1 januari 2019 gefuseerd met de gemeente Châtelaudren tot de gemeente Châtelaudren-Plouagat. 

## Geografie
De oppervlakte van Plouagat bedraagt 32,1 km².
De onderstaande kaart toont de ligging van Plouagat met de belangrijkste infrastructuur en aangrenzende gemeenten.

## Verkeer en vervoer
In de plaats ligt spoorwegstation Châtelaudren - Plouagat.
Het dorp ligt langs de N12/E50 tussen Saint-Brieuc en Guingamp.

## Demografie
Onderstaande figuur toont het verloop van het inwonertal.

## Geboren
- Cyril Gautier (26 september 1987), wielrenner